# ویلی بوکل
ویلی بوکل (انگلیسی: Willy Böckl; ۲۷ ژانویهٔ ۱۸۹۳ – ۲۲ آوریل ۱۹۷۵) اسکیت‌باز نمایشی اهل اتریش بود.